# Concepcion de Ataco
Concepcion de Ataco – miasto i gmina w zachodnim Salwadorze, w departamencie Ahuachapán. Według danych z 2011 roku liczy 18 tys. mieszkańców. W języku nahuat Ataco oznacza „miejsce wysokich źródeł”.
Jego miastem partnerskim jest Fountain Hills w Stanach Zjednoczonych. 